# 桂正子
桂正子（日语：／ Katsura Masako，1913年3月7日—1995年）是日本1950年代一位開侖女选手，也是當時日本唯一一名女性職業開侖女选手。

## 生平
桂正子出生于东京，其姐姐和姐夫是台球馆老板。桂正子14歲時在台球馆做服务员，並借這個機會向姐夫学习開侖。桂正子15岁时获得日本直轨锦标赛冠军。之後桂正子在日本冠军松山金嶺的指导下，成为當時日本唯一的女性职业開侖球员。
1951年，桂正子随其丈夫移民美国，並與世界冠军韦尔克·科克兰展開對決。桂正子应邀参加1952年由美国主办的世界三顆星锦标赛，最終成績為第七名。桂正子是有史以来第一位参加世界三顆星锦标赛的女性。
1961年，桂正子被當時的世界冠軍擊敗後，不再參加比賽，此後桂正子僅在1976年的一場比賽中短暫露面。同年桂正子入選女子职业台球协会名人堂。1990年左右，桂正子搬回日本，1995年去世。